# Scheinminderjährigkeit
Scheinminderjährigkeit  oder Scheinjugendlichkeit ist ein juristischer Begriff aus dem Bereich der Jugendpornografie und bezeichnet Darsteller, die dem Alter nach volljährig sind, hinsichtlich ihres äußeren Erscheinungsbildes aber den Anschein eines Minderjährigen erwecken können.

## Deutschland
Im deutschen Strafrecht sind Verbreitung, Erwerb und Besitz jugendpornographischer Schriften nach § 184c StGB strafbar. Eine jugendpornographische Schrift im Sinne der Scheinminderjährigkeit 
liegt nach Auffassung der ehemaligen Bundesjustizministerin Brigitte Zypries bereits dann vor, wenn „aus Sicht eines verständigen Betrachters nicht sicher ausgeschlossen werden kann, dass die Darsteller Jugendliche sind“.
Dieser Ansicht widerspricht jedoch das Bundesverfassungsgericht, welches im Dezember 2008 die Verfassungsbeschwerde eines Videothekenbesitzers gegen die Gesetzesänderung zurückgewiesen hat. Nach Auffassung des Gerichts fallen Scheinminderjährige nur dann unter die Regelungen des § 184c, "wenn und soweit in pornographischen Filmen auftretende Personen ganz offensichtlich noch nicht volljährig sind, etwa dann, wenn sie (fast) noch kindlich wirken und die Filme somit schon in die Nähe von Darstellungen geraten, die als (Schein-) Kinderpornographie unter den Straftatbestand des § 184b StGB fallen".